# Mandaguari
Mandaguari is een gemeente in de Braziliaanse deelstaat Paraná. De gemeente telt 33.109 inwoners (schatting 2009).

## Aangrenzende gemeenten
De gemeente grenst aan Apucarana, Astorga, Bom Sucesso, Cambira, Jandaia do Sul, Marialva en Sabáudia.